# Пінчук Сергій Михайлович
Сергій Михайлович Пінчук (нар. 26 липня 1971, Севастополь, СРСР) — російський воєначальник. Командувач Чорноморського флоту з 02 квітня 2024 року.
Командувач Каспійської флотилії (вересень 2016 — травень 2021). Командир Новоросійської військово-морської бази Чорноморського флоту (2011—2014), віцеадмірал (2021).
З 28 лютого 2022 року перебуває під персональними санкціями ЄС.

## Біографія
Після закінчення Ленінградського Нахімовського військово-морського училища у 1988 році вступив до Чорноморського вищого військово-морського училища імені П. С. Нахімова у Севастополі.
У 1993 році розпочав офіцерську службу на посаді командира зенітно-ракетної батареї БЧ-2 ескадреного міноносця «Наполегливий», на якому послідовно пройшов посади командира зенітно-ракетного дивізіону, ракетно-артилерійської бойової частини, старшого помічника та командира корабля.
1999 року закінчив Вищі спеціальні офіцерські класи ВМФ.
Після закінчення Військово-морської академії імені Адмірала Флоту Радянського Союзу Н. Г. Кузнєцова в 2004 році проходив службу на посадах командира ескадреного міноносця «Наполегливий», начальника штабу з'єднання надводних кораблів Балтійського флоту, дислокованого у м. Балтійськ.
З 2007 року — командир 105-ї бригади кораблів охорони водного району Балтійського флоту та начальник Кронштадтського гарнізону.
З грудня 2010 року — начальник штабу — перший заступник командира Ленінградської військово-морської бази Балтійського флоту.
Указом Президента Російської Федерації Дмитра Медведєва від 22 грудня 2011 року № 1676 призначений командиром Новоросійської військово-морської бази Чорноморського флоту.
Указом Президента Російської Федерації від 22 лютого 2014 року № 101 присвоєно військове звання «контрадмірал».
З вересня 2014 — слухач Військової академії Генерального штабу Збройних сил Російської Федерації.
У 2016 році закінчив Військову академію Генерального штабу Збройних сил РФ і наприкінці липня 2016 року призначений т. в. о. командувача каспійської флотилії.
З 20 вересня 2016 — травень 2021 командувач Каспійської флотилії.
18 лютого 2021 року присвоєно військове звання віцеадмірал.
4 травня 2021 року на нараді у в. о. глави Дагестану Сергія Мелікова було оголошено про звільнення Пінчука з посади командувача Каспійської флотилії. 9 травня 2021 року призначений на посаду заступника командувача Чорноморського флоту.
5 жовтня 2021 призначений начальником штабу — першим заступником командувача Чорноморського флоту.
У лютому 2022 року Європейський Союз увів персональні санкції проти Пінчука у зв'язку з повномасштабним вторгненням Росії в Україну.
2 квітня 2024 офіційно призначений командувачем Чорноморського флоту РФ.

## Нагороди
- Ювілейна медаль «300 років Російському флоту» (1996)
- Орден «За військові заслуги» (28 вересня 2009)
- Медаль «За військову доблесть» 2-го і 1-го ступеня
- Медаль «За зміцнення бойової співдружності»
- Медаль «За відзнаку у військовій службі» 3-го, 2-го і 1-го ступеня (20 років)
- Медаль «300 років Балтійському флоту»
- Медаль «Адмірал флоту Радянського Союзу Горшков»
- Медаль «Учаснику військової операції в Сирії»
- Медаль «За участь у Головному військово-морському параді»
- Орден «За заслуги перед Республікою Дагестан»
- Медаль ордена «За заслуги перед Астраханською областю»[11]

## Родина
Одружений, двоє дітей.
Батько — контрадмірал Пінчук Михайло Федорович (1971 р. закінчив Чорноморське вище військово-морське училище імені П. С. Нахімова), командир ракетного крейсера «Грозний» з 1984 по 1987 р., заступник командувача Балтійського флоту з питань тилу.

## Санкції
Сергій Пінчук брав участь у військових діях проти України. Після рішення Володимира Путіна визнати так звані «ДРН» та «ЛНР» на територію цих двох самопроголошених республік увійшли солдати Південного військового округу. Коли 24 лютого 2022 року Росія почала повномасштабне військове вторгнення в Україну, російські війська Чорноморського флоту провели десантну операцію в Маріуполі та Одесі. Сергій Пінчук є підсанкційною особою багатьох країн світу.
З 22 грудня 2022 року перебуває під міжнародними санкціями Євросоюзу за участь у воєнних діях проти України, оскільки «несе відповідальність за активну підтримку або здійснення дій чи політики, що підривають або загрожують територіальній цілісності, суверенітету і незалежності України, а також стабільності та безпеці в Україні».
З 19 жовтня 2022 року доданий до санкційного списку України.